# 케른텐 공국
케른텐 공국(라틴어: Ducatus Carinthiae; 독일어: Herzogtum Kärnten; 슬로베니아어: Vojvodina Koroška)은 오스트리아 남부와 북부 슬로베니아 일부에 위치한 공국이었다. 976년에 바이에른 공국에서 분리되었고, 원래 독일 줄기 공국에 이어 새로 만들어진 황제국이었다.
케른텐은 1806년에 해체될 때까지 신성 로마 제국의 국가로 남았지만, 1335년부터는 합스부르크 왕조의 오스트리아 영토 내에서 통치되었다. 합스부르크 군주국과 오스트리아 제국의 구성 부분이었던 이곳은 1918년까지 오스트리아-헝가리의 시스라이타니아 왕족 유지로 남아있었다. 1920년 10월 케른텐 국민투표에 따라 이 공국의 주요 지역은 오스트리아의 케른텐 국가를 형성했다.

## 같이 보기
- 오스트리아의 역사
- 카란타니아
- 케른텐 변경백국